# 阿西優素福
36°30′26″N 4°01′07″E / 36.5071°N 4.0186°E

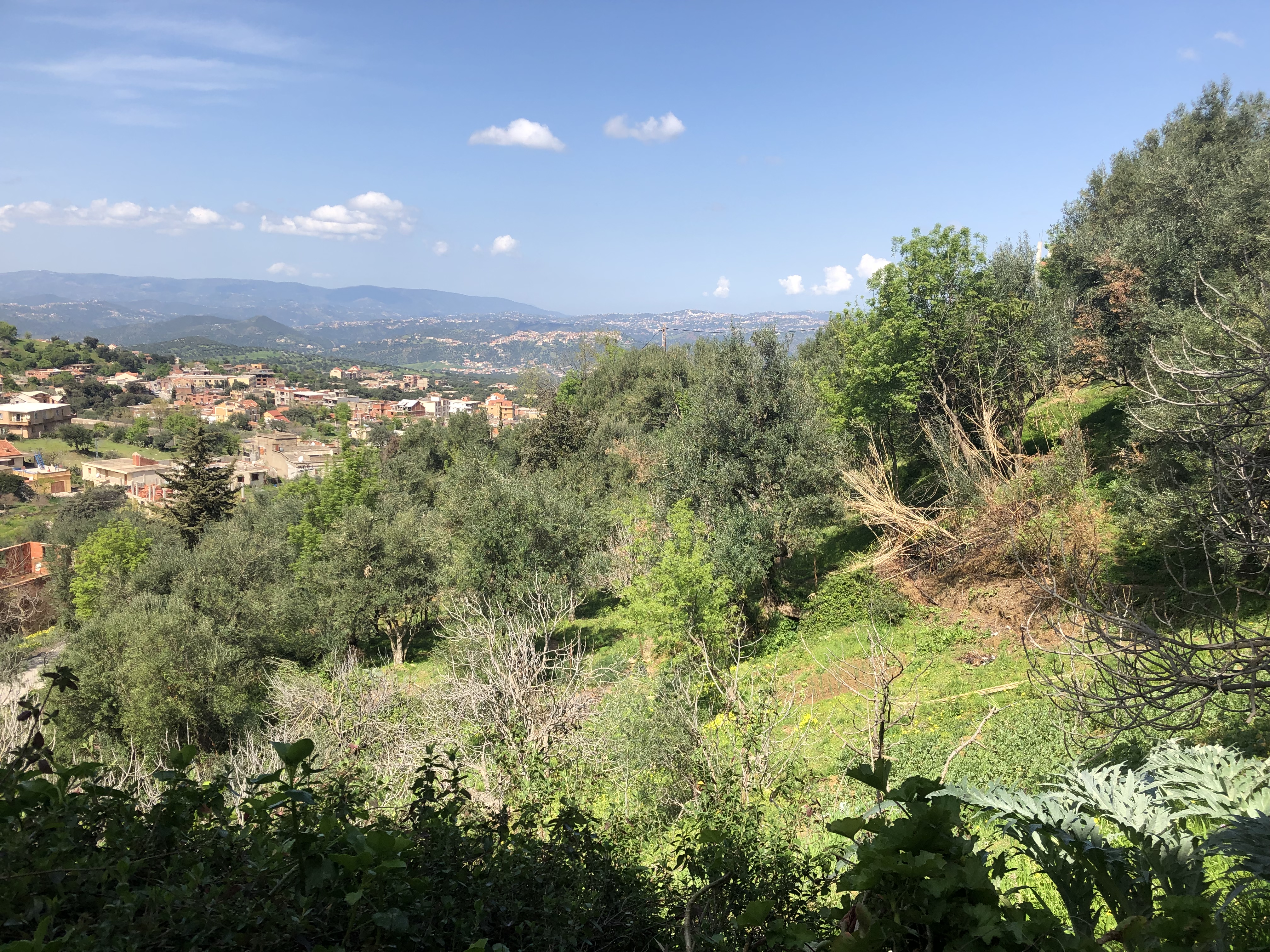
阿西優素福

阿西優素福（阿拉伯语：‎），是阿爾及利亞的城鎮，位於該國北部提濟烏祖省，由博格尼區負責管轄，面積26平方公里，2008年人口17,304，人口密度每平方公里658人。